# Régiment de Bretagne
Pour les articles homonymes, voir Régiment de Bretagne (homonymie).
Le régiment de Bretagne est un régiment d'infanterie du royaume de France, créé en 1644 sous le nom de « régiment de Mazarin-Français » devenue sous la Révolution le 46e régiment d’infanterie de ligne.

## Création et différentes dénominations
- 4 février 1644 : création du régiment de Mazarin-Français
- 24 avril 1651 : renommé régiment de Bretagne
- 1er janvier 1791 : renommé 46e régiment d'infanterie de ligne

## Colonels et mestres de camp
- 4 février 1644 : Marquis Jacques de Castelnau-Mauvissière
- 7 mai 1649 : Georges de Monchy, marquis d’Hocquincourt[1]
- 15 janvier 1668 : Claude Potier comte de Novion[2]
- 16 février 1683 : Louis-Anne-Jules Potier, marquis de Novion[3]
- 22 juin 1699 : Louis-François d'Harcourt, comte de Sézanne[4]
- 25 décembre 1704 : Michel-François Berthelot de Rebourseau[5]
- février 1719 : N. chevalier Molé
- 27 juillet 1720 : François-Paul de La Croix, chevalier de Saint-Vallier[6]
- 10 avril 1738 : Louis des Balbes de Bertons, marquis de Crillon[7]
- 15 janvier 1745 : Jean-François-Gabriel, comte de Polastron
- 26 mai 1745 : Jacques-Louis-Georges de Clermont d'Amboise, marquis de Resnel
- 1er novembre 1746 : Jean-Baptiste-Charles-François, chevalier de Clermont d'Amboise[8]
- 31 mars 1759 : Joachim-Charles-Laure de Montagu, vicomte de Beaune[9]
- 3 janvier 1770 : Jacques-Charles, comte de Chabannes
- 7 août 1778 : Louis-Alexandre-Pierre Nolasque des Balbes de Bertons, comte de Crillon
- 1er janvier 1784 : Jean-Baptiste-Gilles, baron du Coetlosquet
- 25 juillet 1791 : François-Anselme de Saint-Victor

## Historique des garnisons, combats et batailles du régiment

### Régiment Mazarin-Français (1644-1651)

#### Guerre de Trente Ans
Le régiment est créé, le 4 février 1644, par le cardinal Mazarin, sous le titre de « régiment de Mazarin-Français » et composé de 2 500 hommes, en 30 compagnies. Le cardinal en tira ces soldats des débris des corps qui venaient d'être écrasés à Rothweil, et notamment de 2 régiments bretons qui avaient appartenu au maréchal de Guébriant (Régiment de Castelnau (1635-1644)) et au marquis de Castelnau Mauvissière. Guébriant venait d'être tué au siège de Rothweil, et Castelnau est fait colonel-lieutenant de ce nouveau corps et on lui donna pour lieutenant-colonel M. d'Anisy, qui était du régiment de Guébriant.

En 1644, le régiment est formé à 2 bataillons. Son uniforme comprend un habit, parements, veste et culotte de draps blancs, revers et collet noir, pattes ordinaires garnies de 4 boutons, le dessous de la manche et du parement fermé par 6 petits boutons, 6 au revers et 3 au-dessous, boutons jaunes no 29, chapeau bordé de galon blanc. Drapeau aurore et noir.
Le « régiment Mazarin-Français », formé en Allemagne et engagé dans la guerre de Trente Ans, fait partie de l'armée du vicomte de Turenne, et trouva dès sa première campagne une occasion éclatante de se signaler et d'asseoir sa réputation. Le général bavarois Mercy venait de s'emparer de Fribourg sous les yeux de Turenne, trop faible pour s'y opposer. Le duc d'Enghien accourt du Luxembourg au secours de Turenne, et, le 3 août 1644, commence cette série de sanglants combats qu'on appelle la bataille de Fribourg. Le régiment était resté aux ordres de Turenne, qui s'était chargé de tourner les montagnes pour attaquer par la gorge les retranchements des Bavarois. Arrêté à l'issue du défilé par des palissades et des abatis, ce ne fut qu'après un combat de huit heures qu'il parvint à déboucher dans la plaine. Le surlendemain, le duc d'Enghien réunit les meilleurs régiments et fit un effort désespéré pour emporter de front ces retranchements. Il mit pied à terre et s'élança à la tête des régiments de Conti et de Mazarin-Français. Le « régiment de Mazarin-Français », franchissant intrépidement les abatis et renversant les palissades, se trouvait déjà établi dans une redoute quand le prince lui envoya l'ordre de l'attaquer. Le marquis de Castelnau fait, ce jour-là, des choses prodigieuses et reçoit dans le corps cinq balles de mousquet. Le combat recommença le 9 août, et ce fut le régiment de Mazarin-Français qui engagea l'action, terminée par la retraite définitive des Bavarois. Après cette bataille mémorable, le régiment contribua à la conquête des places du Palatinat.
Le 5 mai 1645, le « régiment de Mazarin-Français » est à la bataille de Mariendal durant laquelle le lieutenant-colonel d'Anisy, qui le commandait, y est fait prisonnier. Le 3 août, à Nordlingen, le régiment réussit, après une lutte acharnée, à s'emparer du village d'Alteren, où les Impériaux s'étaient barricadés. Le général en chef de l'armée ennemie, Mercy, y est tué par une balle partie des rangs du régiment. Le marquis de Castelnau reçut encore là deux coups de feu et eut deux chevaux tués sous lui. Sa belle conduite lui valut le grade de maréchal de camp puis il est parvenu à la dignité de maréchal de France en 1658, et son nom est resté obscur, sans doute parce qu'il a été tué au siège de Dunkerque peu de jours après sa nomination, et avant d'avoir reçu son brevet. Le « régiment de Mazarin-Français » acheva la campagne de 1645 dans le Palatinat.
Il franchit de nouveau le Rhin dès les premiers jours de 1646, et se trouva à la prise de Schorndorf, où le lieutenant-colonel d’Anisy fut tué. Son frère, qui devint plus tard colonel-lieutenant du régiment de Mazarin-Italien, le remplaça le 25 mars et conduisit le régiment en Flandre. Celui-ci assista encore cette année aux sièges de Mardyck et de Dunkerque, et prit ses quartiers à Béthune.
Il sortit de cette place en mai 1647, fort de 15 compagnies, se rendit à Amiens, où le roi, Louis XIV, le passa en revue, le 20, et se mit en route pour la Catalogne. Il sert au second siège de Lérida, à la prise d'Ager et au siège de Constantin et il revint hiverner en France.
Au commencement de 1648, les 400 hommes qui lui restaient retournèrent sur le Rhin à l'armée de Turenne, et se distinguèrent le 17 mai, à la bataille de Zusmarshausen. Le régiment joint peu après l'armée de Condé et prend part à la bataille de Lens.
Il fait la campagne de 1649 en Flandre, et se trouve au siège de Cambrai, à la prise de Condé, et est mis en quartiers d'hiver à Mouzon, où il est attaqué à l'improviste, le 1er mai 1650, par les troupes de Turenne. Sa bonne contenance fait échouer cette tentative des rebelles. Il quitta peu après Mouzon pour marcher au secours de Guise, puis il est jeté au mois d'août dans Laon, et part de cette ville, le 28 septembre, avec le régiment de La Marine et le régiment de Sault pour aller délivrer Mouzon assiégé. Il se fait remarquer, au combat du 9 octobre, sous les murs de cette place, réussit à y entrer le 17, et se signale, dès le 19, dans une sortie. Après la capitulation de Mouzon, le « régiment de Mazarin-Français » joignit l'armée du maréchal du Plessis-Praslin ou il contribua à la prise de Réthel.

### Régiment de Bretagne (1651-1791)
Lorsque le cardinal Mazarin sortit de France en 1651, le régiment devint la propriété de la reine mère, et est mis, par brevet du 24 avril 1651, sous le titre de la province de Bretagne, qui avait été porté précédemment par un autre corps d'infanterie de 1635 à 1642. Ce fut alors que le régiment inscrivit parmi les hermines de ses drapeaux cette devise, à laquelle il a toujours été fidèle : « Potiùs mori quàm foedari ». Le drapeau colonel du régiment de Bretagne était orné des armes du duché de Bretagne, surmontées de la devise inscrite sur un ruban, bleu de face et rouge au revers. Les drapeaux d'ordonnance avaient 2 quartiers aurores et 2 quartiers noirs. La croix était semée d'hermines et les quatre mots de la devise occupaient chacun une branche de cette croix.

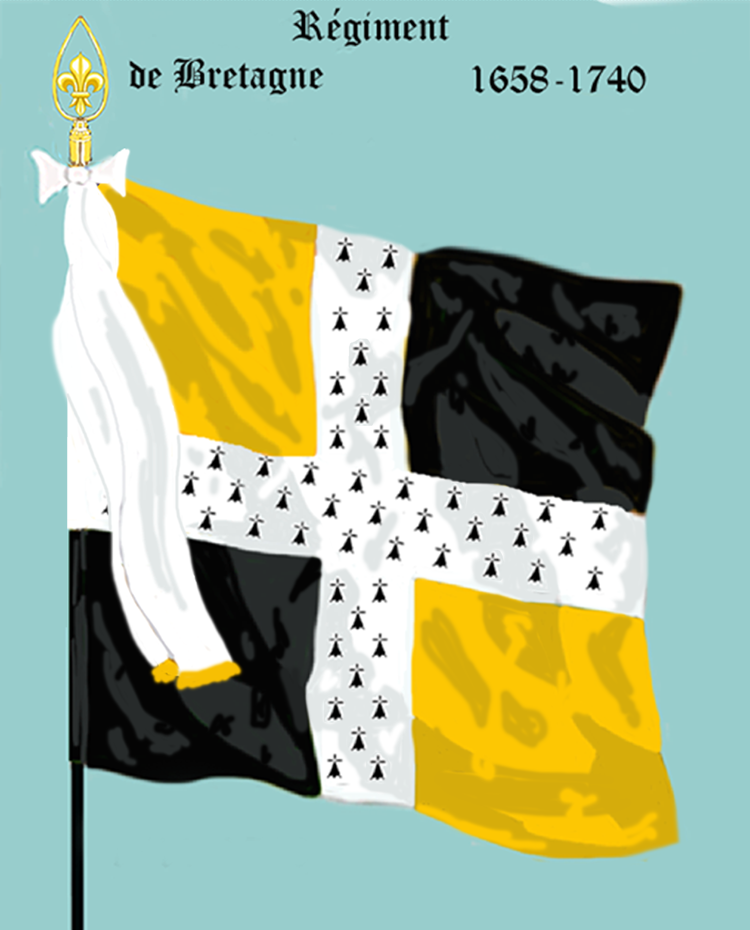
De 1651 à 1740

#### La Fronde et guerre franco-espagnole
C'est naturellement que le régiment demeure attaché à la cour et qu'il suit celle-ci derrière la Loire. En 1652, quand Turenne, rentré dans le camp du roi, reprend le commandement de l'armée, le « régiment de Bretagne » se montre l'un des meilleurs régiments du vicomte aux batailles de Bléneau, d'Étampes et du faubourg Saint-Antoine.
En 1653, le régiment de Bretagne fait partie de l'armée de Louis duc de Vendôme qui est chargé de soumettre les Bordelais. Pendant le long blocus de Bordeaux, il se signale particulièrement à l'attaque de Bourg, qui capitule, le 2 juillet, après trois jours de tranchée ouverte.
En 1654, le régiment revient en Champagne, et sert à aux prises de Rethel et de Mouzon, et se fait remarquer, le 28 juillet, à côté des Gardes Suisses, à l'assaut de la demi-lune de Stenay et termine la campagne par la réduction du Quesnoy.
En avril 1655, il ravitaille cette place, et contribue ensuite aux conquêtes de Landrecies, de Condé et de Saint-Ghislain.
En 1656, il est au malheureux siège de Valenciennes, se renferme après la déroute de l'armée dans Péronne, et repousse les Espagnols, auxquels le maréchal d'Hocquincourt, père du mestre de camp du régiment de Bretagne, voulait livrer cette ville.
En 1657, le régiment de Bretagne est au siège de Montmédy, et se loge, le 18 juillet, sur la brèche de la demi-lune. Il marche ensuite à l'attaque de Saint-Venant, au secours d'Ardres et à aux prises de Mardyk et de La Mothe-aux-Bois.
En 1658, il sort d'Ardres, où il a passé l'hiver, pour aller au siège de Dunkerque. Le 14 juin, à la bataille des Dunes, il soutient un combat particulier à l'aile droite. Il avait été placé tout à fait à l'extrémité de la ligne pour soutenir au besoin la cavalerie. Celle-ci ayant été chargée par les escadrons du prince de Condé, le régiment s'avance pour faire une décharge sur ces escadrons, mais le prince apercevant ce mouvement fait également avancer un régiment d'infanterie, et ces deux corps engagèrent entre eux une lutte qui se termina par la défaite du régiment espagnol.
Le régiment de Bretagne termina cette guerre par le siège d'Audenarde et demeura dans cette ville jusqu'à la ratification du traité des Pyrénées. En sortant d'Audenarde, il est placé à Péronne, d'où il ne bougea pas jusqu'en 1669 et se trouve réduit à deux compagnies après la mort d'Anne d'Autriche en 1666.

#### Guerre de Candie
En 1669, les deux compagnies du « régiment de Bretagne » font partie, du secours envoyé aux Vénitiens dans l'île de Candie. À la sortie du 25 juin, pendant que d'autres corps attaquaient les Turcs de front, elles se précipitèrent sur la queue des tranchées, forcèrent les Turcs à les évacuer, bouleversèrent leurs travaux et étaient occupées à enclouer 30 grosses pièces de canon, quand l'explosion d'un magasin à poudre vint faire perdre le fruit de tant d'efforts. Le « régiment de Bretagne » est l'un des trois régiments qui restèrent jusqu'au bout à Candie. Il ne rentra à Toulon qu'au mois d'octobre, il était lors pratiquement détruit.
En 1670, le régiment est rétabli à quatre compagnies de 50 hommes, et, en 1671, il est à seize compagnies.

#### Guerre de Hollande
Il passe la campagne de 1672 au camp de Courtrai avec le maréchal d'Humières.
En 1673, il est appelé au siège de Maastricht, et soutint le régiment du Roi durant l'assaut qui est livré contre l'ouvrage à cornes le 24 juin. À la fin de cette année, le régiment suit Turenne sur le Rhin, et il hiverne à Trèves.
En janvier 1674, un détachement de 80 hommes, occupe le château de Weltsbillich. À l'ouverture de la campagne, le régiment rallie l'armée de Turenne et combat, le 16 juin, à Sinsheim, le 4 octobre à Ensheim, où il prend quatre canons à l'ennemi.
Le 5 janvier 1675, il se trouve à la bataille de Turckheim et il fait partie, au printemps, de l'armée du maréchal de Créqui, et contribue à la prise d'Huy. Il Revient ensuite à l'armée d'Allemagne, il était cantonné à Wilstedt pour la garde des magasins. Le 31 juillet, il met le feu à Wilstedt, pour rejoindre l'armée, et le lendemain, il combat à Altenheim. Il passa le reste de cette campagne sur la défensive, en Alsace, et contribue à faire lever les sièges d'Haguenau et de Saverne.
En 1676, il est à l'armée de Flandre, et sert aux sièges de Condé et de Bouchain puis il se dirige ensuite vers la Meuse, et participe aux prises de Marche-en-Famenne, des châteaux de Condros et de Bouillon, et à la levée du siège de Deux-Ponts.
En 1677, il accompagne le maréchal de Créqui dans toutes ses expéditions. Il se trouve, le 7 octobre, à la bataille de Kokersberg, et, en novembre, il fait le siège de Fribourg.
Le 27 juin 1678, on le trouve à la prise des châteaux de Rothelin et de Brombach. Le 23 juillet, il est à l'attaque des retranchements élevés par les Impériaux à Seckingen, sur la Kinzig. Le 15 septembre, il coopère à la réduction des forts situés entre Strasbourg et le Rhin, et plus tard à la prise du château de Lichtemberg.
En 1679, il prend part au combat de Minden, dernière action de cette guerre.

#### Guerre des Réunions
En 1684, le régiment de Bretagne fait partie, de l'armée qui couvrait les opérations du siège de Luxembourg.

#### Guerre de la Ligue d'Augsbourg
En 1688 il se rend, à l'armée d'Allemagne et après la conquête de Mayence, il y est mis en garnison.
En 1689, il contribue, à la défense de la place sous les ordres du marquis d'Huxelles. Il se signale aux sorties des 13 et 16 août, et surtout à la défense du chemin couvert, le 6 septembre. Ses pertes furent considérables dans ce siège. Après la capitulation de Mayence, le régiment est envoyé à Huningue. Il y resta jusqu'en juin 1690, ou il est envoyé à Bourg en Bresse. Après un court séjour dans cette ville, on le dirige sur les Alpes de Provence, et il est employé sous le commandement du marquis de Vins à pourchasser les barbets de la vallée
de Barcelonnette.
Le 19 avril 1691, dans une rencontre près de Meyronnes, le colonel du régiment, Louis-Anne-Jules Potier marquis de Novion, eut son cheval tué sous lui. Le régiement franchit, peu de jours après, les montagnes pour rallier l'armée de Catinat. Il se trouve à la prise de Veillane, où il est
chargé de la fausse attaque, et fait au mois de juin le siège de Carmagnola, puis ceux de Coni et de Montmélian.
En 1692, l'armée se tint sur la défensive, couvrant Pignerol et Suse.
Il en est de même au commencement de 1693, mais, le 4 octobre, eut lieu la bataille de La Marsaille durant laquelle la brigade du régiment de Bretagne y formait l'extrême gauche de la 2e ligne et montra la plus grande valeur. Après la victoire, le régiment se trouva au ravitaillement de Casale, de Saluces, de Pignerol et de Suse, et prend part à la défaite des milices piémontaises près de Moretta.
L'année suivante , il est envoyé en Catalogne.
Il revient sur les Alpes en 1695, et sert encore contre les barbets.
En 1696, il est au le siège de Valenza. Lorsque les préliminaires de la paix avec la Savoie font lever ce siège. Il repassa alors en Catalogne.
En 1697 il participe au siège de Barcelone.

#### Guerre de Succession d'Espagne
En décembre 1700, engagé dans la guerre de Succession d'Espagne, le régiment de Bretagne reprend la route de l'Italie.
En 1701, il participe aux batailles de Carpi et de Chiari
En 1702, le régiment assiste, à la surprise de Crémone, à la bataille de Santa-Vittoria, à la prise de Luzzara, où son colonel, Louis-François d'Harcourt, comte de Sézanne, est blessé au bras, et le lendemain à la bataille livrée sous lesmurs de cette ville et termine cette campagne par la prise de Borgoforte.
En 1703, il combat à Castelnuovo de Bormia, accompagne le duc Vendôme dans son
expédition du Tyrol italien, contribue à la soumission de Nago et d'Arco.
Un 2e bataillon, qui avait été levé par ordre du 1er février 1701, servait pendant ce temps dans les garnisons de Flandre.
Le 29 janvier 1704, le régiment de Bretagne sort de ses cantonnements, passe la Secchia, et s'empare de la Bastia et de Buonporto, postes importants occupés par les Impériaux. Il fait ensuite les sièges de Verceil et d'Ivrée, et reste pendant tout l'hiver dans les tranchées de Verrue. Après la prise de cette place, en avril 1705, le régiment est placé à Monzambano, dans le Mantouan. Le 8 mai, le prince Eugène, qui youlait secourir La Mirandole assiégée, se présente pour passer le Mincio. Le régiment de Bretagne court à sa rencontre avec trois régiments de cavalerie, mais, en arrivant, il trouve la rivière bordée de mousquetaires et l'ennemi en train de construire un pont. Le colonel du régiment, Michel-François Berthelot de Rebourseau, sans considérer la disproportion des forces, se résout à attaquer et dispose si bien ses troupes, qu'après un engagement de deux heures, Eugène se retire avec perte de 500 hommes. Le régiment avait eu 15 tués et 75 blessés. Le régiment construit immédiatement des retranchements sur ce point et y demeure jusqu'à la prise de La Mirandole. Le 31 mai, la compagnie de grenadiers se
distingue au combat de la cassine de Moscolino. Le 16 août, le régiment assiste, sans y prendre part, à la bataille de Cassano. Pendant le reste de l'année, il fait partie du corps du marquis de Broglie, détaché derrière l'Adda, participe, le 16 octobre, à l'attaque des retranchements des Impériaux, à Gumbetto, et prend encore ses quartiers d'hiver à Monzambano.
Le 2e bataillon, qui était en Flandre, commença cette année à faire parler de lui. Il faisait partie avec le régiment de Béarn d'un petit corps placé sous les ordres du colonel Pasteur, célèbre partisan. Le 16 août, ce corps qui était posté au village de Waterloo, y est attaqué dans la nuit par des forces supérieures, et, après une heure et demie d'une lutte acharnée, il est obligé de l'évacuer et se retire en bon ordre dans la forêt de Soignes, et, de là, il harcela si bien les troupes qui avaient occupé Waterloo, qu'il les força à décamper, après leur avoir tué en détail plus de 600 hommes.
Le 19 avril 1706, le vieux bataillon du régiment de Bretagne contribue à la victoire de Calcinato et poursuit les débris de l'armée de Reventlaw le long du lac de Garde. Ses grenadiers se couvrent de gloire à l'attaque de Salò durant lequel le colonel, Michel-François Berthelot de Rebourseau, y est blessé. Il arrive ensuite devant Turin, prend position entre la Doire et la Stura, et fait des prodiges de valeur à la malheureuse bataille du 7 septembre. Rentré en France après ce désastre, il est employé à la garde des passages des Alpes du Dauphiné.
Il vole en 1707 à la défense de Toulon, s'établit à l'ouest de la ville au camp retranché de Messicy, et, après la retraite de l'ennemi, il retourne en Savoie. Il sert sur cette frontière pendant toute l'année 1708 et contribue à la prise des deux bourgs qui forment la ville de Césane.
En 1709, les deux bataillons de Bretagne se trouvent réunis à l'armée de Flandre. Le régiment fait partie à Malplaquet du corps aux ordres du comte Albergotti. Au plus fort de la mêlée, il vient renforcer l'aile gauche débordée et se place à la droite de la brigade du régiment du Roi, faisant un crochet dans le bois de Sart et appuyant sa gauche à un marais, pour empêcher l'ennemi, qui était maître de la pointe du bois, de déboucher de ce côté-là. Il garde intrépidement ce poste jusqu'au moment où l'ordre de battre en retraite est donné.
Le régiment de Bretagne passe la campagne de 1710 dans les lignes de la Lauter et hiverne à Saarlouis.
Il revient, l'année suivante, en Flandre, prendre part à l'attaque d'Arleux.
En 1712, il se distingue à Denain puis il participe à la prise de Douai, du Quesnoy et de Bouchain.
En 1713, il se rend à l'armée du Rhin et fait les sièges de Landau et de Fribourg, durant lequel il prend son poste dans le Kundersthal au pied du fort Saint-Pierre.
En 1714, le 2e bataillon est réfórmé, après la paix et il n'est plus question du régiment jusqu'à 1732, ou on le retrouve au camp d'Aimeries-sur-Sambre.

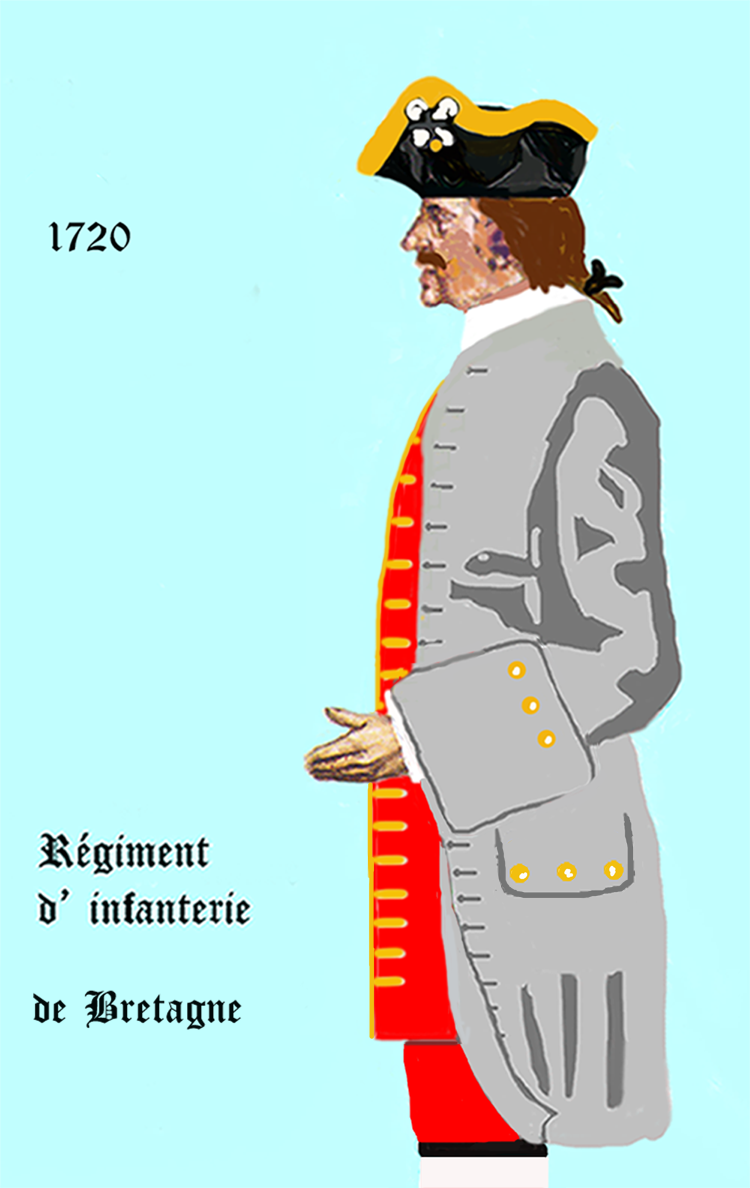
De 1720 à 1734
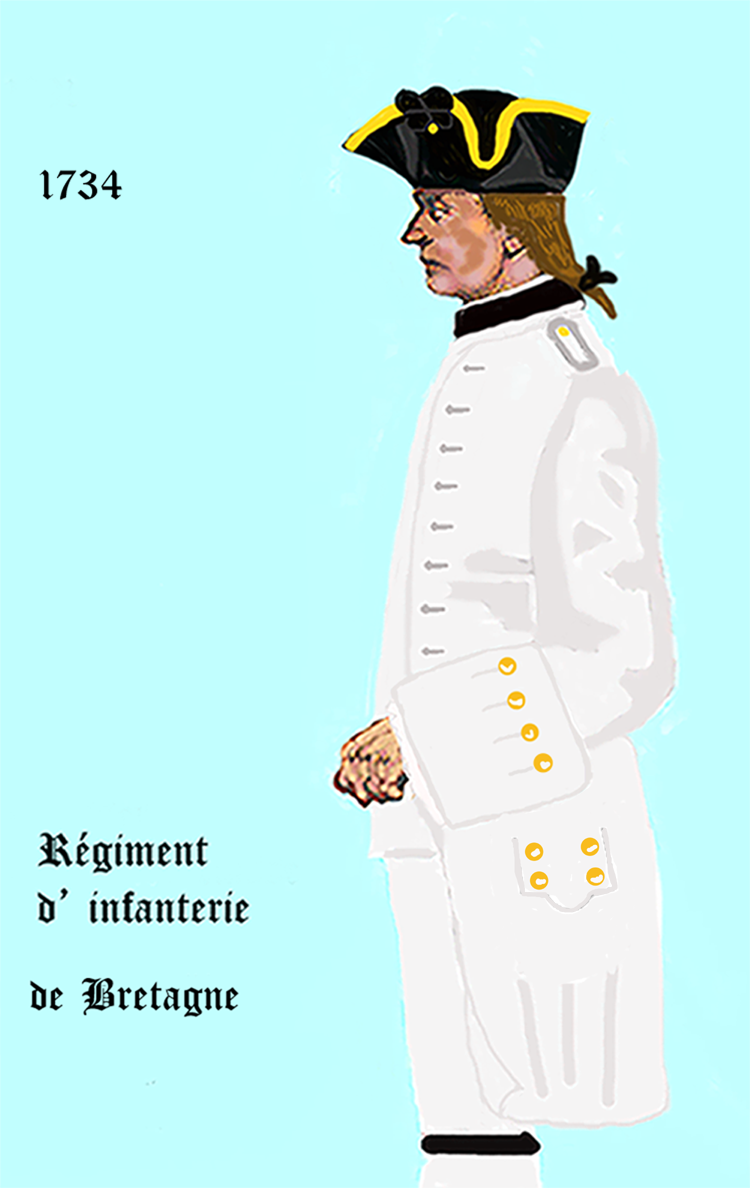
De 1734 à 1740

#### Guerre de Succession de Pologne
En 1733, le régiment de Bretagne fait partie du petit corps d'armée qui prend possession de la Lorraine.
Il se rend en 1734 sur le Rhin, se trouve à l'attaque des lignes d'Ettlingen et fait le siège de Philippsbourg, puis il occupe Worms au mois de novembre et y passe l'hiver.
Il opère en 1735 dans l'électorat de Trèves et combat à Clausen.

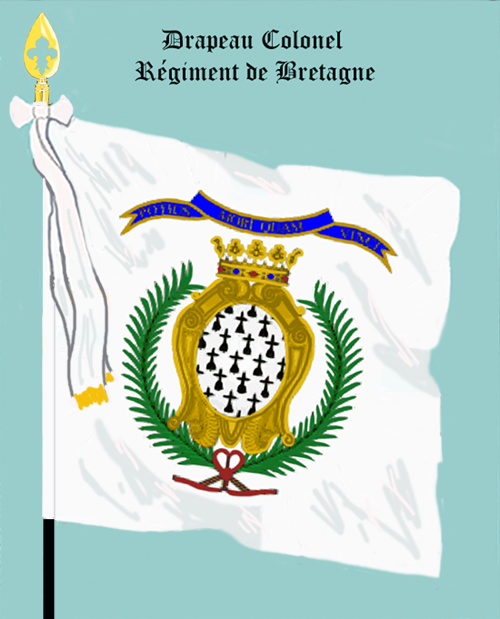
Drapeau Colonel
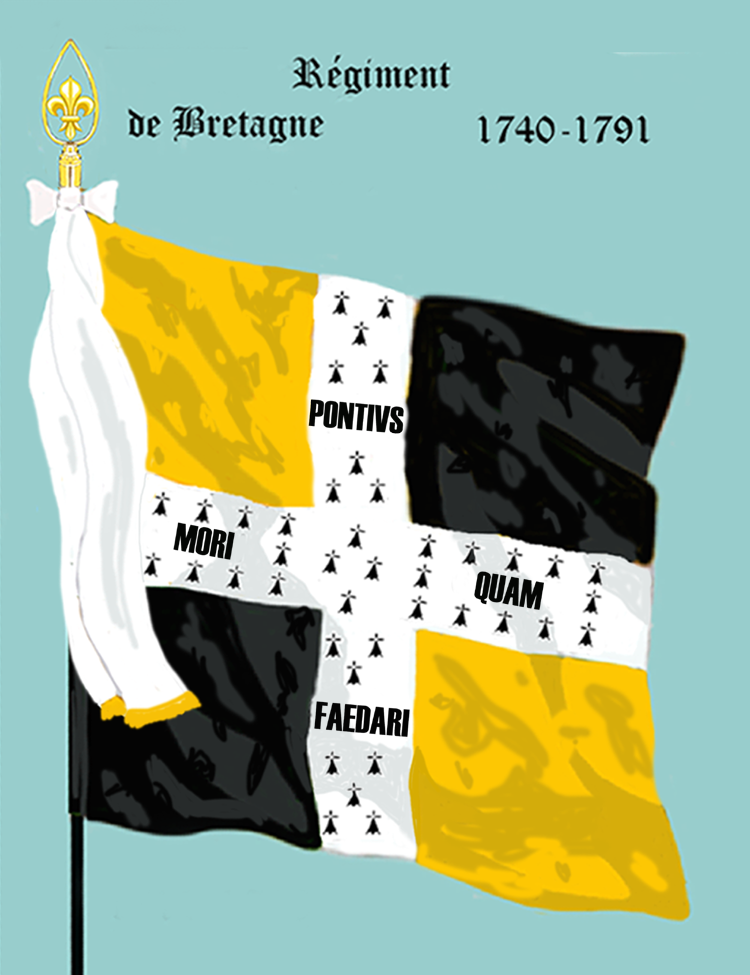
De 1740 à 1791
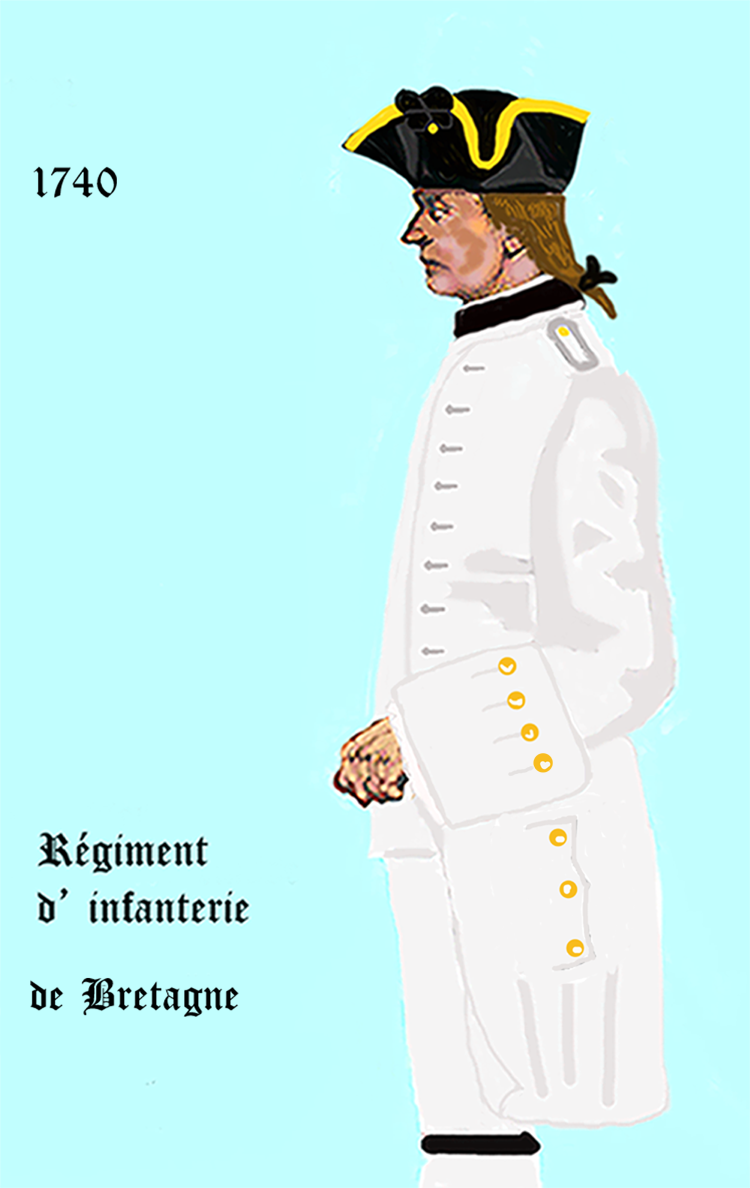
De 1740 à 1757

#### Guerre de Succession d'Autriche
En avril 1742, le régiment de Bretagne, engagé dans la grand duc de Toscane, se met en route avec le régiment de Normandie pour se rendre en Bavière et arrive le 21 mai au camp de Nieder-Altach. Peu de temps après, un piquet de 400 fusiliers, commandé par le colonel, est détaché pour accompagner le duc d'Harcourt dans une reconnaissance sur le château d'Ebersberg. Au retour, ce piquet s'égare au milieu d'un brouillard épais et se trouve tout à coup cerné par une nuée de hussards et de pandours. Toutefois après une lutte de trois heures il parvient à faire une percée à travers les ennemis et rentre au camp sans autre perte que celle d'une trentaine d'hommes. Le régiment quitte ensuite le camp de Nieder-Altach pour se rapprocher de la frontière de Bohême. Il est d'abord cantonné à Eggenfelden et prend part à la conquête d'Elnbogen et de Kaaden, et au secours de Braunau. Au mois de novembre, Louis des Balbes de Bertons, marquis de Crillon, colonel du régiment fut moins heureux qu'il ne l'avait été quelque temps auparavant. Parti avec ses deux compagnies de grenadiers pour prendre poste à Landau sur l'Isar, il est enveloppé par toute l'armée du grand duc de Toscane, François, mari de l'impératrice Marie-Thérèse, et forcé de mettre bas les armes. Il est échangé quelques jours après contre M. de Cossa, colonel-commandant du régiment autrichien de Braun, et les deux compagnies de grenadiers le furent également dans les premiers jours de janvier 1743. Le régiment est alors réuni à Regenstauf, où il passa tout l'hiver. II quitte cette ville le 12 avril et se rendit à Amberg pour favoriser le ravitaillement d'Egra. Peu de jours après, il se met en retraite et contribue à la défense des postes de Dingolfingen et de Deckendorf. Rentré en France au mois de juillet, il est mis en garnison au Fort-Louis du Rhin et il y est rejoint en octobre par 2 compagnies, qui étaient restées à Ingolstadt.
En 1744, le régiment fait partie de l'armée de la Moselle, et, après l'invasion de l'Alsace par les Autrichiens, il contribue le 13 août à la
défaite du corps du général Nadasty sur les hauteurs de Saverne. Le régiment joignit l'armée du Rhin et se trouve le 23 du même mois à l'attaque des retranchements de Suffelsheim et fait le siège de Fribourg et passe l'hiver dans la
Souabe.
En 1745 il fait partie de l'armée du Bas-Rhin, commandée par le prince de Conti, qui se tint constamment sur la défensive.
En 1746 le régiment de Bretagne est à la grande armée des Pays-Bas. Il fait le siège de Mons et se trouve le 10 octobre à la bataille de Rocoux. Pendant que l'armée des Pays-Bas remportait ce mémorable succès, les troupes d'Italie étaient battues et l'ennemi envahissait la Provence. Le régiment part en novembre pour se rendre sur les Alpes puis il contribue à chasser les Impériaux de la Provence et passe la mauvaise saison aux débouchés des montagnes.
En juin 1747 , il se trouve à l'attaque des retranchements de Montalban, puis à la conquête du comté de Nice, au secours de Vintimille et aux deux combats qui furent livrés au mois d'octobre sous les murs de cette ville. Le régiment demeura dans les
Alpes maritimes jusqu'à la paix.

#### Guerre de Sept Ans
En 1755, il fait partie du camp de Valence, et en 1756, il ouvre la guerre de Sept Ans par l'expédition de Minorque. Il se distingue particulièrement à l'assaut du fort Marlborough de Mahon. Après la prise de Port Mahon, qui amene la soumission complète de l'île, le régiment de Bretagne se rembarque pour la France.
En 1757 il est envoyé à l'armée du maréchal d'Estrées, combat le 24 juillet à Hastenbeck et marche à la conquête du Hanovre. Il est aux prises de Minden et de Hanovre, et poursuit l'armée ennemie jusqu'à Kloster Zeven.
En janvier 1758, il est envoyé aux environs de Brême avec le duc de Broglie, mais ce général se sentant trop faible se tint sur la défensive et le régiment occupe alors le cantonnement de Burghausen. Le 23 février, une colonne prussienne vint menacer la petite ville d'Hoya qui possède un pont sur le Weser. Les deux compagnies de grenadiers et 100 fusiliers du régiment de Bretagne volent au secours du régiment des Gardes Lorraine qui formaient la garnison d'Hoya. Elles sont placées dès leur arrivée au delà du pont, autour d'une espèce de château. Pendant ce temps, une partie des troupes du prince Ferdinand de Brünswick passent le Weser sur des radeaux au-dessus d'Hoya, et vient attaquer les Français en flanc et par derrière, tandis
que le reste de l'armée prussienne les occupe de front. Les compagnies du régiment de Bretagne, isolées au delà du pont, font une résistance glorieuse, mais elles sont obligées de demander une capitulation. Après cette affaire, le régiment se met en retraite sur Osnabrück , puis sur le Bas-Rhin, et est employé à la garde de la frontière hollandaise depuis Xanten jusqu'au fort de Schenk. Il est ensuite envoyé sur les côtes, et fait dans cette position les campagnes de 1759 et 1760.
En 1761, il reparait à l'armée d'Allemagne, et prend une part distinguée au succès du combat de Werle le 3 juillet.
Le 23 juillet 1762, il se fait remarquer, à l'affaire qui eut lieu sur les bords de la Fulda.

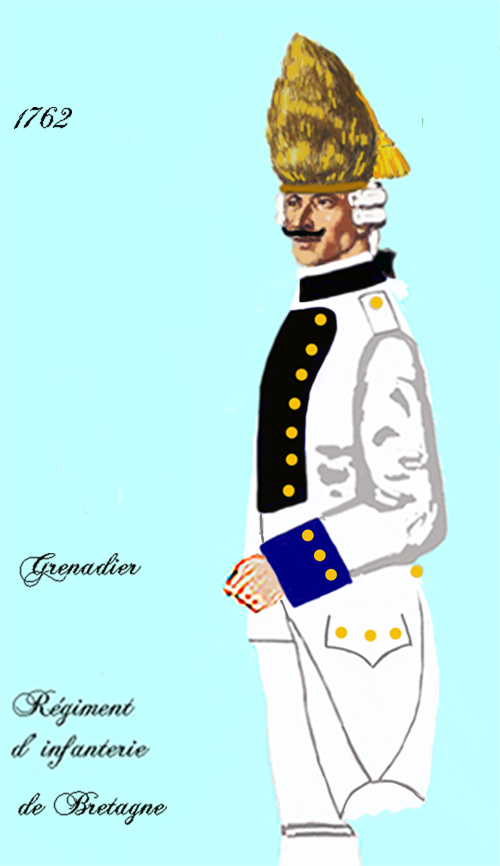
Grenadier de 1762 à 1767

#### Période de paix
En 1763, à sa rentrée en France, le régiment de Bretagne est mis en garnison au Fort-Louis du Rhin puis il passe à Huningue en mai 1763, à Vannes, Lorient et Belle-Île-en-Mer en mai 1764, à Rochefort en octobre 1766, à Toulon en juin 1767, en Corse en mai 1768, au Château-Trompette de Bordeaux et Blaye en novembre 1770, à La Rochelle en septembre 1772, à Brest en septembre 1773, à Cambrai en novembre 1774, à Gravelines et Douai en octobre 1776, à Givet et Philippeville en octobre 1777, à Dunkerque en avril 1778, et à Metz en novembre 1780.

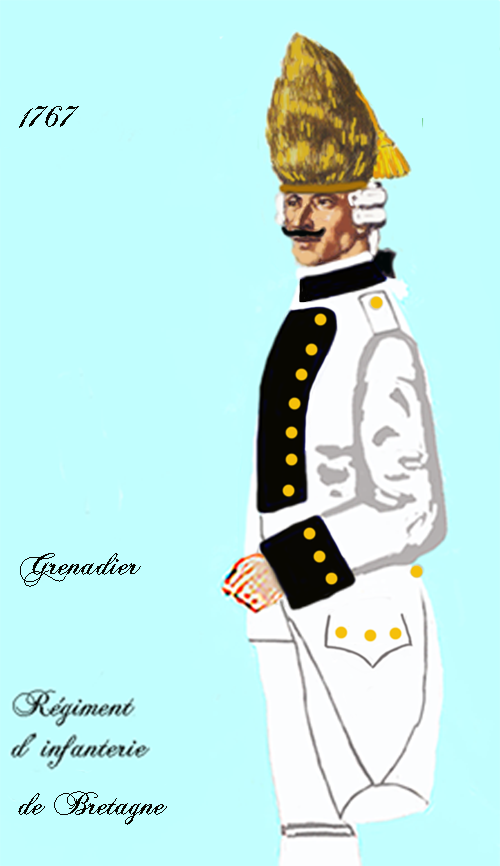
Grenadier de 1767 à 1776
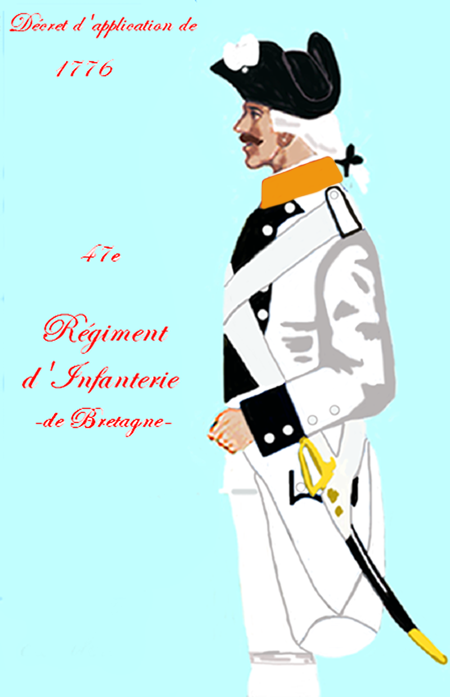
De 1776 à 1779
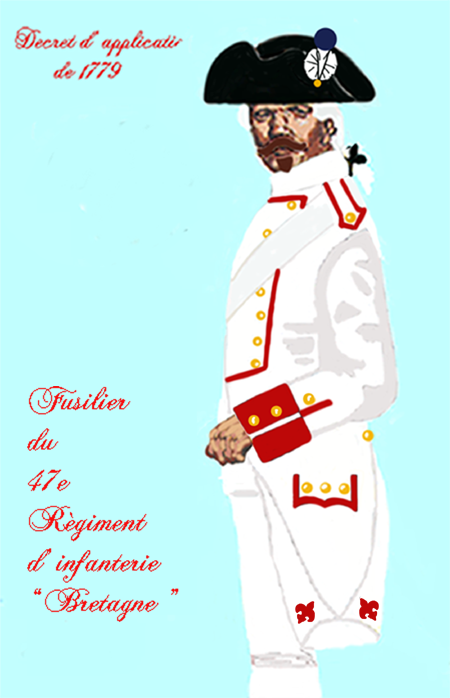
De 1779 à 1791

#### Guerre franco-anglaise
C'est de cette dernière garnison qu'il part, en 1781, pour Toulon, où il s'embarque pour coopérer à la deuxième conquête de l'île de Minorque. Sous le commandement de Louis-Alexandre-Pierre Nolasque des Balbes de Bertons, comte de Crillon, le régiment de Bretagne se fait remarquer au siège du fort Saint-Philippe, et c'est dans les rangs de ses grenadiers que le célèbre La Tour d'Auvergne fait, comme volontaire, ses premières armes. Port Mahon capitule le 4 février 1782, et le régiment suivit le duc de Crillon au camp de Saint Roch devant Gibraltar.
Au mois de juin 1783, le régiment de Bretagne revenu en France est placé à Perpignan.

#### Période de paix
En octobre 1784 il est envoyé à Briançon. Le 27 mai 1785, pendant son séjour, un incendie détruit complétement le village de Casset. Les soldats, après
avoir fait tous leurs efforts pour arrêter les progrès des flammes, se cotisèrent pour soulager l'infortune des malheureux incendiés et leur donnèrent 1 000 rations de pain prélevées sur leur strict ordinaire.
En avril 1788 le régiment est envoyé à Thionville puis il est appelé au camp de Metz au mois de septembre de la même année, et en septembre 1789 il se rend à Huningue.

#### Révolution française
En août 1790, le 2e bataillon va à Strasbourg, tandis que le 1er bataillon fait partie des troupes qui sont rapprochées de Lyon pendant les troubles de cette ville. Ce bataillon occupe alors, pendant quelque temps, Briançon, et il y est agité par quelques affaires intérieures qui ont le fâcheux résultat de contraindre le colonel Jean-Baptiste Gilles, baron du Coetlosquet à se démettre du commandement.

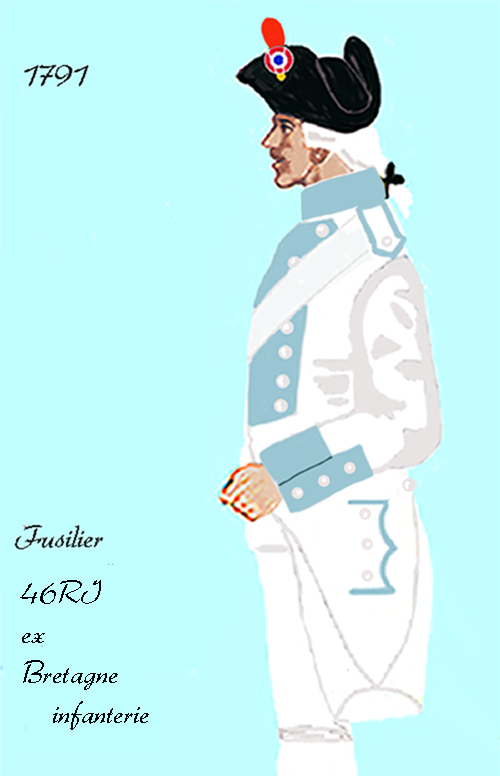
De 1791 à 1794

### 46erégiment d'infanterie de ligneci-devant Bretagne

#### Révolution française
L'ordonnance du 1er janvier 1791 fait disparaître les diverses dénominations, et les corps d'infanterie ne sont désormais plus désignés que par le numéro du rang qu'ils occupaient entre eux. Ainsi, 101 régiments sont renommés. Les régiments sont toutefois largement désignés avec le terme ci-devant, comme 46e régiment d'infanterie ci-devant Bretagne.
En août 1791, le régiment se trouve de nouveau au complet à Huningue et c'est de là qu'en mai 1792 il adresse à l'Assemblée nationale, pour les frais de la guerre, un don patriotique de 2 806 livres en argent et 540 livres en assignats. Il comptait alors 1 123 hommes dans les rangs.

#### Guerres de la Révolution
Peu de jours après, le 1er bataillon est envoyé à l'armée de Custine. Le 2e bataillon est mis en garnison à Schlestadt, mais il rejoint bientôt l'armée.
Le régiment de Bretagne se distingue le 17 mai 1793 au combat de Rixheim. Abandonné par les bataillons de volontaires, il résiste longtemps seul aux attaques de l'ennemi et fait sa retraite en bon ordre. Le 22 juillet, lorsque les troupes françaises attaquèrent les Prussiens retranchés sur les hauteurs de La Chapelle-Sainte-Anne, le 1er bataillon soutint avec une grande intrépidité une charge de la cavalerie ennemie qui venait de disperser la nôtre et paralysa l'effet funeste qu'eût pu entraîner cette défaite partielle. Le général Beauharnais, dans son rapport, à rendu un hommage tout particulier à la bravoure de ce bataillon .
Le 21 juin 1794, le 1er bataillon du 46e régiment d'infanterie de ligne ci-devant Bretagne est amalgamé avec les 1er bataillon de volontaires du Jura et le 1er bataillon de volontaires de l'Ain pour former la 91e demi-brigade de première formation.
Le 30 juillet 1794, le 2e bataillon du 46e régiment d'infanterie de ligne ci-devant Bretagne est amalgamé avec les 2e bataillon de volontaires d'Eure-et-Loir et 5e bataillon de volontaires de la Haute-Saône pour former la 92e demi-brigade de première formation.
Ainsi disparaît pour toujours le 46e régiment d'infanterie ci-devant Bretagne, partageant le sort de tous ces vieux régiments qui depuis deux siècles avaient défendu si intrépidement la patrie contre toutes les coalitions.

## Personnages célèbres ayant servi au régiment
- Théophile-Malo de La Tour d'Auvergne-Corret le Premier Grenadier de la République
- Étienne François de Mieulet de Ricaumont
- Jacques Louis François de Tilly

## Sources et bibliographie
- Chronologie historique-militaire, par M. Pinard, tomes 2, 4, 5 et 7, Paris 1760, 1761, 1762 et 1764  : document utilisé comme source pour la rédaction de cet article.
- Louis Susane, Histoire de l'ancienne infanterie française, vol. 5, Paris, 1851 (lire en ligne), p. 212-235.  : document utilisé comme source pour la rédaction de cet article.
- Historiques des corps de troupe de l'armée française (1569-1900)  : document utilisé comme source pour la rédaction de cet article.